# Колыч
Колыч — река в России. Её исток и первый километр течения расположен в Кудымкарском районе Пермского края, всё основное течение находится на территории Афанасьевского района Кировской области. Устье реки находится в 1590 км по правому берегу реки Камы. Длина реки составляет 92 км, площадь водосборного бассейна — 945 км².
Исток реки на Верхнекамской возвышенности в лесах близ границы Пермского края и Кировской области в 17 км к юго-западу от села Дёмино. Исток находится на водоразделе с бассейном Иньвы. Вскоре после истока перетекает в Кировскую область. Генеральное направление течения — северо-запад, русло сильно извилистое. Почти всё течение проходит по лесному массиву.
В среднем течении на правом берегу реки стоят крупные по меркам регионы деревни Кувакуш, Архипята и Савинцы (Ичетовкинское сельское поселение), а также деревни Ивановская, Кочевы, Мишино и несколько нежилых. Впадает в Каму выше села Илюши (Ичетовкинское сельское поселение). Ширина реки у устья — 20 метров.

## Притоки
(указано расстояние от устья)
- река Вьежешар (пр)
- 12 км: река Трубитан (лв)
- 17 км: река Князья (лв)
- река Култан (пр)
- река Ужитель (пр)
- 30 км: река Созим (лв)
- река Ускакарень (пр)
- 41 км: река Сардай (лв)
- 42 км: река Далья (Далда, пр)
- река Урдья (пр)
- 54 км: река Кирьяй (пр)
- река Далья (лв)
- 63 км: река Езжа (лв)
- 69 км: река Полуденная (лв)
- река Большая Речка (пр)
- река Клеменка (пр)
- река Мочище (лв)

## Данные водного реестра
По данным государственного водного реестра России относится к Камскому бассейновому округу, водохозяйственный участок реки — Кама от истока до водомерного поста у села Бондюг, речной подбассейн реки — бассейны притоков Камы до впадения Белой. Речной бассейн реки — Кама.
Код объекта в государственном водном реестре — 10010100112111100000337.